# High Times: Singles 1992–2006
High Times: Singles 1992–2006 ist ein Best-of-Album der britischen Acid-Jazz-Band Jamiroquai, das im November 2006 beim Label Sony Music erschien.

## Hintergrund
Die CD erschien in mehreren Varianten. So gab es neben der normalen Version eine Special Edition, bei der eine zweite CD mit Remixen von einigen Liedern dabei war. Außerdem erschien in einigen Ländern eine zusätzliche DVD mit Musikvideos und Making-ofs.
Auf der normalen Ausgabe der CD finden sich hauptsächlich alte Lieder der Band, die teilweise gekürzt wurden. Allerdings gibt es auch zwei Neuerscheinungen: Runaway und Radio. Die beiden neuen Lieder orientieren sich wieder am Stil der ersten Alben von Jamiroquai, bevor die Band auf Dynamite neue Stile ausprobierte. Des Weiteren ist hier zum ersten Mal der neue Bassist der Band, Paul Turner zu hören.
Das Album wurde für eine Kompilation relativ stark beworben. So wurden teilweise Poster mit dem Buffalo Man (Logo der Band) aufgehängt.

Zur späteren Single-Auskopplung Runaway gab es bei einer Vorbestellung ein Poster der Band geschenkt.
Auf dem Cover der CD ist der bekannte „feather headdress“ (dt.: Feder-Kopfschmuck) des Sängers Jay Kay an einem Strand zu sehen.

## Titelliste
1. When You Gonna Learn – 3:49
2. Too Young to Die – 3:23
3. Blow Your Mind – 3:56
4. Emergency on Planet Earth – 3:37
5. Space Cowboy – 3:37
6. Virtual Insanity – 3:49
7. Cosmic Girl – 3:47
8. Alright – 3:42
9. High Times – 4:10
10. Deeper Underground – 4:46
11. Canned Heat – 3:48
12. Little L – 3:59
13. Love Foolosophy – 3:47
14. Corner of the Earth – 3:56
15. Feels Just Like It Should – 4:33
16. Seven Days in Sunny June – 4:02
17. (Don’t) Give Hate a Chance – 3:51
18. Runaway – 3:46
19. Radio – 4:12

Diese Titelliste bezieht sich auf die Version der CD, die auch in Deutschland erschienen ist. In Japan, Taiwan und dem Vereinigten Königreich erschienen auch andere Versionen.

## Rezensionen
Allmusic schrieb “[…] High Times is easily the best collection of Jamiroquai tunes on one disc and hits all of the most memorable tracks off each of the group’s albums” (dt.: “[…] High Times ist einfach die beste Zusammenstellung vom Jamiroquai-Songs auf einer CD und beinhaltet alle wichtigsten Tracks der Band”) und gab vier von fünf Sternen.
Eberhard Dobler von laut.de schrieb über die Special Edition „Unterm Strich […] eine Vollbedienung in Sachen Jamiroquai.“ und vergab drei von fünf möglichen Sternen.

## Kommerzieller Erfolg

### Chartplatzierungen
| ChartsChartplatzierungen     | Höchstplatzierung | Wochen |
| ---------------------------- | ----------------- | ------ |
| Deutschland (GfK)            | 33 (6 Wo.)        | 6      |
| Österreich (Ö3)              | 23 (4 Wo.)        | 4      |
| Schweiz (IFPI)               | 1 (16 Wo.)        | 16     |
| Vereinigtes Königreich (OCC) | 1 (47 Wo.)        | 47     |

| ChartsJahrescharts (2006)    | Platzierung |
| ---------------------------- | ----------- |
| Schweiz (IFPI)               | 51          |
| Vereinigtes Königreich (OCC) | 27          |

### Auszeichnungen für Musikverkäufe
| Land/Region                  | Auszeichnungen für Musikverkäufe (Land/Region, Auszeichnung, Verkäufe) | Verkäufe  |
| ---------------------------- | ---------------------------------------------------------------------- | --------- |
| Australien (ARIA)            | Platin                                                                 | 70.000    |
| Belgien (BRMA)               | Gold                                                                   | 25.000    |
| Deutschland (BVMI)           | Gold                                                                   | 100.000   |
| Frankreich (SNEP)            | Gold                                                                   | 75.000    |
| Irland (IRMA)                | Platin                                                                 | 15.000    |
| Italien (FIMI)               | Platin                                                                 | 50.000    |
| Japan (RIAJ)                 | Platin                                                                 | 250.000   |
| Neuseeland (RMNZ)            | Gold                                                                   | 7.500     |
| Russland (NFPF)              | Gold                                                                   | 10.000    |
| Schweiz (IFPI)               | Gold                                                                   | 20.000    |
| Vereinigtes Königreich (BPI) | 3× Platin                                                              | 900.000   |
| Insgesamt                    | 6× Gold · 7× Platin ·                                                  | 1.522.500 |